# 尼斯猶太會堂

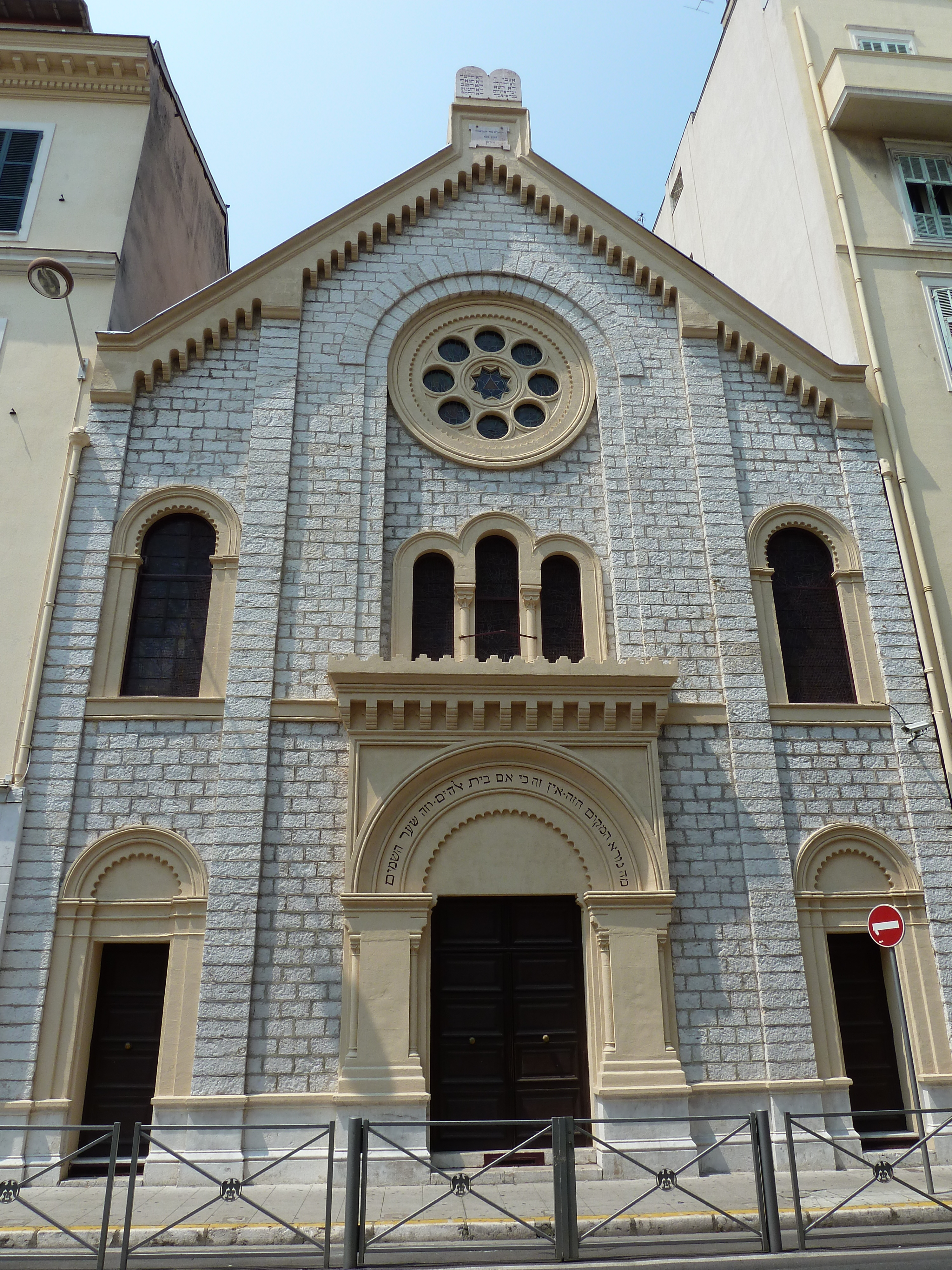

尼斯猶太會堂（Nice Synagogue）是法國城市尼斯的一座猶太會堂。這座猶太會堂修建於1885年，奉獻於1886年。2004年4月17日，這座猶太會堂被列入法國國家紀念碑。